# Adolf Felix Baur
Adolf Felix Baur, i Ryssland kallad Rodion Christianovitj Baur,  född 1667 i Holstein, död 1717 i Ukraina, var en rysk general.
Baur deltog i flera fälttåg i brandenburgsk och polsk tjänst innan han 1700 blev rysk överste, 1705 generalmajor, och 1706 generallöjtnant. I början av 1708 stod Baur med en kavallerikår i Livland för att observera Adam Ludwig Lewenhaupt, följe denne söderut och deltog i senare skedet av slaget vid Lesnaja. Under slaget vid Poltava förde Baur befälet över högra ryska kavalleriflygeln och ledde sedan vid förföljandet avantgardet. 1710 hade Baur kommandot i Östersjöprovinserna, och deltog senare i fälttågen i Pommern, Mecklenburg och Holstein, och blev 1717 general i Ukraina. Baur var under det stora nordiska kriget mycket använd som kavalleribefälhavare och fick ofta självständiga uppdrag.